# Хрватска демократска заједница 1990
Хрватска демократска заједница 1990 (Hrvatska demokratska zajednica 1990 — HDZ 1990) је политичка партија у Босни и Херцеговини. Странка је основана 2006. године од стране присталица Боже Љубића након унутрашњег раскола у Хрватској демократској заједници Босне и Херцеговине. Године 2006. поводом општих избора ХДЗ 1990 је у коалицији Хрватско заједнииштво а 2010. на изборима прави савез са Хрватском странком права БиХ под називом Хрватска коалиција.
Тренутни лидер је Илија Цвитановић. Од 12. септембра 2014. ХДЗ 1990 је примљена као посматрач у Европској народној странци.